# ديزني لاند
ديزني لاند هي مدينة ملاهي تقع في منتجع ديزني لاند في أنهايم، كاليفورنيا. كانت أول مدينة ملاهي تفتتحها شركة والت ديزني والمدينة الوحيدة التي تم تصميمها وبنائها تحت الإشراف المباشر لوالت ديزني، افتتحت في 17 يوليو 1955.
خطط ديزني في البداية لبناء معلم سياحي بجوار استوديوهاته في بوربانك للترفيه عن المعجبين الزائرين، لكنه سرعان ما أدرك أن الموقع كان صغيرًا جدًا بالنسبة للأفكار التي كانت لديه. بعد تكليف معهد ستانفورد للأبحاث لإجراء دراسة جدوى لتحديد موقع مناسب لمشروعه، اشترى ديزني موقعًا مساحته 160 فدانًا (65 هكتارًا) بالقرب من أنهايم في عام 1953. تم تصميم الحديقة من قبل فريق إبداعي اختاره والت بعناية من الموهوبين في التصاميم الداخلية والخارجية، فأسسوا شركة WED Enterprises، والتي تعير أسمها لاحقا إلى شركة Walt Disney Imagineering. بدأت أعمال البناء في عام 1954 وتم الكشف عن الحديقة خلال حدث صحفي خاص تم بثه على شبكة تلفزيون أيه بي سي في 17 يوليو 1955.
خضعت ديزني لاند منذ افتتاحها لتوسعات وتجديدات كبرى، بما في ذلك إضافة نيو أورليانز سكوير في عام 1966، و بير كانتري في عام 1972، وميكي تون تاون في عام 1993، وستار وورز: جالاكسي إيدج في عام 2019. بالإضافة إلى ذلك، افتتح منتزه ديزني كاليفورنيا أدفنتشر في عام 2001 في موقع موقف السيارات الأصلي في ديزني لاند.
تتمتع ديزني لاند بحضور تراكمي أكبر من أي منتزه ترفيهي آخر في العالم، حيث بلغ عدد الزوار 757 مليون زائر منذ افتتاحها (حتى ديسمبر 2021). استقبلت الحديقة في عام 2023 حوالي 17.25 مليون زائر، مما يجعلها ثاني أكثر منتزه ترفيهي زيارة في العالم في ذلك العام بعد ماجيك كينجدوم فقط (المنتزه الذي ألهمها في الأصل). وفقًا لتقرير ديزني لعام 2005، توظف ديزني لاند 65700 شخص، بما في ذلك حوالي 20000 موظف مباشر في ديزني و3800 موظف خارجي (مقاولون مستقلون أو موظفون لديهم).

## تاريخ

### القرن العشرين

#### البداية
جاءت فكرة ديزني لاند إلى والت ديزني أثناء زيارته متنزه جريفيث في لوس أنجلوس مع ابنتيه ديان وشيرون. وبينما كان يشاهدهم وهم يركبون الدوامة، تصور مكانًا يمكن للكبار والصغار فيه الاستمتاع معًا، على الرغم من أن هذه الفكرة ظلت خاملة لسنوات عديدة. أن أقدم مسودة معروفة لخطط ديزني هي عبارة عن مذكرة أُرسلت إلى مصمم إنتاج الاستوديو ديك كيلسي في 31 أغسطس 1948، حيث تمت الإشارة إليها باسم "حديقة ميكي ماوس". وقد تأثر هذا المفهوم بالملاحظات التي قدمها ديزني أثناء رحلة إلى معرض شيكاغو للسكك الحديدية في نفس الشهر، إلى جانب زيارة متحف هنري فورد وقرية جرينفيلد، وهو مكان يضم معالم جذب مثل شارع ماين وركوب القوارب البخارية، والتي زارها ديزني قبل ثماني سنوات.

### التذاكر
تباع التذاكر في فنادق الدرجة الأولى وبعض مكاتب السفريات وأسعار التذاكر
وتذكرة دزني باريس ليوم واحد فقط 69 يورو للكبار والاطفال 67 يورو 
وتذكرة دزني مع الاستديو ليوم واحد 56 للكبار والاطفال 48 يورو
وتذكرة يومين ديزني مع الاستديو 103 للكبار والأطفال 84 يورو
وتذكرة ثلاثة أيام دزني مع الاستديو 128 للكبار والأطفال 105 يورو
والأفضل شراء التذاكر من الفندق بسبب الازدحام بنفس السعر دزني لاند
والأطفال أقل من 3 سنوات.

### أوقات الزيارة
تفتح المدينة أبوابها كل يوم من الساعة 10 صباحًا إلى الساعة 6 مساءً صيفًا. ويعتبر يوما السبت والأحد من الأيام التي تزدحم فيها المدينة بصورة كبيرة، ولذلك لا ينصح بزيارتها في هذين اليومين لأن الوقت سينتهي بالأطفال وهم ينتظرون دورهم عند الألعاب المختلفة بسبب الزحام الشديد. أما أفضل أيام الزيارة فهي من الإثنين إلى الخميس. حيث يمكن للاطفال أن يقضوا فيها وقتًا جميلًا وممتعا.

## الطعام
هناك مطاعم كثيرة منتشرة في المدينة الترفيهية، منها مطاعم خاصة بالوجبات السريعة، ومنها ما يقدم قائمة طعام يمكن اختيار المحبب منها؛ ولكن الكثير من الزوار يفضلون مطاعم الوجبات السريعة.

## الفروع
- ديزني لاند كاليفورنيا افتتحت لأول مرة في 17 يوليو 1955. وهو المنتزه الوحيد الذي صمم وبني تحت إشراف من والت ديزني.
- ديزني لاند فلوريدا أفتتح لأول مرة في 1 أكتوبر 1971. وهو أكبر منتجع ومنتزه ترفيهي في العالم.
- طوكيو ديزني لاند افتتحت لأول مرة في 15 أبريل 1983. هو أول منتزه ديزني يبنى خارج الولايات المتحدة الأمريكية.
- باريس ديزني لاند افتتحت لأول مرة في 12 أبريل 1992. هو ثاني منتزه ديزني يفتتح خارج الولايات المتحدة بعد طوكيو ديزني لاند.
- ديزني لاند هونغ كونغ أفتتح لأول مرة في 12 سبتمبر 2005. هو الفرع الخامس لمتنزهات ديزني لاند.
- ديزني لاند شنغهاي افتتحت لأول مرة في 16 يونيو 2016. هو الفرع السادس لمنتزهات ديزني لاند.